# José de Raya e Igualada
José de Raya e Igualada (Alhama de Granada, 1849-Granada, 16 de junio de 1935) fue un militar y político español.

## Biografía
Era hijo de Lucas de Raya y Trescastro y Rosa de Igualada y Cortés. Militar de carrera, al producirse la rebelión cantonal fue alférez de milicias del cantón de Alhama de Granada, pero debido a sus ideas, se unió a los carlistas y durante la tercera guerra carlista combatió en Andalucía, Álava, Aragón, Valencia y Cataluña, sirviendo a las órdenes de los generales Arjona, Llorente, Cavero, Monet y Adelantado. Estuvo en numerosas acciones, entre ellas las de Puente la Reina, Abárzuza, sitio de Bilbao, Montejurra y Liria. Por su actuación en el campo de batalla obtuvo la Cruz Laureada de San Fernando, cuatro medallas y cinco cruces. En tierras catalanas le sorprendió el final de la guerra, estando prisionero dos meses, cuando se hallaba próximo a ascender a comandante.
A finales del siglo XIX fue elegido alcalde de su localidad natal de Alhama de Granada, cargo desde el que se preocupó por la educación popular y procuró la escolarización de todos los niños del pueblo. Posteriormente residió en la capital granadina y formó parte de la junta provincial tradicionalista presidida por José Luis de Andrada-Vanderwilde. A su muerte, el círculo tradicionalista de Granada le rindió honores de capitán general. Estuvo casado con Ramona Fantoni y Gómez, con la que tuvo varios hijos llamados Lucas, Carlos, Rafael, Ramón, Francisco y Carmen de Raya y Fantoni.